# 惠州战役 (1920年)
惠州戰役發生於1920年9月7日，地點則是在中國廣東南部之惠州。是第一次粤桂战争時期的战役之一，交戰兩方為桂軍林虎及粵軍陳炯明，最後，陳炯明獲勝，10月22日佔惠州，舊桂系勢力退出軍政府。

## 经过
1920年，粤军右路军于9月2日占領龙川县重镇老隆，向河源挺近。河源乃惠州门户，为保住惠州，桂军与粤军展开了长达一个月的血战。10月16日，右路军攻克河源。与此同时，粤军中、左两路已抵达逼近惠州外围，三路粤军遂一同向惠州发起总攻。莫荣新亦在惠州集结40个营的重兵。22日，粤军经激战占領惠州城。23日，陈炯明在惠州召开军事会议，决定分三路进攻增城、石龙、东莞，而后会攻广州。